# Pseudyrias purpureofusa
Pseudyrias purpureofusa är en fjärilsart som beskrevs av George Francis Hampson 1926. Pseudyrias purpureofusa ingår i släktet Pseudyrias och familjen nattflyn. Inga underarter finns listade.